# Roitzsch
Roitzsch is een plaats en voormalige gemeente in de Duitse deelstaat Saksen-Anhalt, en maakt deel uit van de Landkreis Anhalt-Bitterfeld.
Roitzsch telt 2.591 inwoners.